# Albin Lee Meldau
Albin Lee Meldau, nato Albin Richard Meldau (Göteborg, 8 febbraio 1988), è un cantante svedese.

## Biografia
Albin Lee Meldau è salito alla ribalta col primo album in studio About You (2018); certificato oro dalla IFPI Sverige per le 15 000 unità equivalenti, si è classificato 2º nella Sverigetopplistan e contiene il brano Lou lou, anch'esso disco oro.
È stato candidato per la prima volta ai Grammis con l'EP Epistlar (2021), entrato al 29º posto della classifica svedese. Dall'EP è stata estratta Josefin, prima top ten del cantante e certificata sestuplo platino per le 480 000 unità accumulate; ha ricevuto anche la certificazione di doppio platino dalla IFPI Norge nel gennaio 2025.

## Discografia

### Album in studio
- 2018 – About You
- 2018 – Så mycket bättre 2018 - Tolkningarna
- 2024 – Discomforts

### EP
- 2016 – Lovers
- 2017 – Bloodshot
- 2019 – The Purgatory Sessions
- 2019 – Merry Little Christmas
- 2021 – Epistlar

### Singoli
- 2017 – Same Boat
- 2018 – The Weight Is Gone
- 2018 – I Need Your Love
- 2020 – Från himmelen fallen (con Louise Hoffsten)
- 2020 – Merry Xmas Everybody
- 2021 – Merry Christmas on Your Own (feat. Grant)
- 2022 – Forget About Us
- 2023 – Josefin/Josephine (solo o feat. Lissie)
- 2023 – When You're Here
- 2023 – Hold Your Head Up (feat. Jack Savoretti)
- 2024 – Elvis, I Love You
- 2024 – Sinking like a Stone
- 2024 – Misstro (con Molly Hammar)
- 2024 – Show Me
- 2024 – Nyper mig i armen (con Per)
- 2024 – Away It Goes (con Old Sea Brigade)